# Jerry Bergonzi
Jerry Bergonzi (Boston, 1947. október 21. –) amerikai tenorszaxofonos, zeneszerző, zenetanár.

## Pályafutása
Bergonzi akkor vált ismertté, amikor az 1970-es években számos Dave Brubeck együttese turnéjának felvételein gyakori vendégművész volt, 1979-1982 között pedig a Dave Brubeck kvartett szaxofonosa volt. Bergonzi összesen kilenc albumot rögzített Brubeckkel 1973-tól 1981-ig.
Bergonzi a bostoni New England Conservatory of Musicon tanít.
Ő a szerzője az „Inside Improvisation” című többkötetes oktatókönyv-sorozatnak, amelyhez játszható CD-k, videók is vannak. Szerzője egy másik, egy Advance Music által kiadott improvizációról szóló könyvsorozatnak is. Azonkívül a „Sound Advice” című könyv/CD írója isJerry Bergonzi.

## Lemezválogatás
- Lineage (Mulgrew Miller, Adam Nussbaum, Dave Santoro; 1989)
- Inside Out (Salvatore Bonafede, Bruce Gertz, Salvatore Tranchini; 1989)
- Vertical Reality (Billy Hart, Andy LaVerne, George Mraz, Mike Stern; 1995)
- Just Within (Adam Nussbaum, Dan Wall; 1996)
- Lost in the Shuffle (Adam Nussbaum, Dan Wall; 1998)
- Wiggy (Adam Nussbaum, Dan Wall; 1999)
- A Different Look (Adam Nussbaum, Dan Wall; 2001)
- Tenor of the Times (Renato Chicco, Dave Santoro; 2006)
- Three Point Shot (2010)
- Convergence (2011)
- Splitting Up in Boston: George Garzone / Jerry Bergonzi / Bob Moses / Richard Andersson: 2015
- Spotlight on Standards ( Ranato Chicco, Andrea Michelutti; 2016)

### Dave Brubeck
- Two Generations of Brubeck (1973) with Dave Brubeck
- Brother, the Great Spirit Made Us All with Dave Brubeck
- Back Home (1979) with Dave Brubeck
- Tritonis (1980) with Dave Brubeck
- To Hope! A Celebration By Dave Brubeck
- Paper Moon (1982) with Dave Brubeck